# Kenta Chida
Kenta Chida (jap. 千田健太 Chida Kenta; ur. 22 sierpnia 1985 w Kesennumie) − japoński szermierz specjalizujący się we florecie, srebrny medalista olimpijski i brązowy medalista mistrzostw świata.
Na igrzyskach olimpijskich w Londynie w 2012 roku reprezentacja Japonii w składzie: Suguru Awaji, Kenta Chida, Ryō Miyake i Yūki Ōta zdobyła srebrny medal w zawodach drużynowych. W rywalizacji indywidualnej był siedemnasty. Brał też udział w igrzyskach olimpijskich w Pekinie cztery lata wcześniej, gdzie indywidualnie był jedenasty.
Podczas mistrzostw świata w Paryżu w 2010 roku wspólnie Awajim, Miyake i Ōtą wywalczył brązowy medal w rywalizacji drużynowej. W tym samym roku Japończycy z Chidą w składzie zdobyli także srebrny medal na igrzyskach azjatyckich w Kantonie. Na igrzyskach azjatyckich w Doha w 2006 roku wywalczył drużynowo brązowy medal, a na igrzyskach azjatyckich w Inczon w 2014 roku w tej samej konkurencji zdobył złoto.
Ponadto kilkukrotnie zdobywał medale mistrzostw Azji, w tym srebrne: indywidualnie na MA w Seulu (2011) oraz drużynowo podczas MA w Nantong (2007), MA w Bangkoku (2008), MA w Seulu (2010), MA w Seulu (2011) i MA w Szanghaju (2013).

## Pekin 2008
| Runda       | Przeciwnik         | Państwo  | Wynik |
| ----------- | ------------------ | -------- | ----- |
| 1/16 finału | Lau Kwok Kin       | Hongkong | 15:6  |
| 1/8 finału  | Benjamin Kleibrink | Niemcy   | 10:15 |

## Londyn 2012

### Indywidualnie
| Runda       | Przeciwnik    | Państwo | Wynik |
| ----------- | ------------- | ------- | ----- |
| 1/16 finału | Victor Sintès | Francja | 11:15 |

### Drużynowo[7]
| Runda       | Reprezentacja | Wynik |
| ----------- | ------------- | ----- |
| Ćwierćfinał | Chiny         | 45:30 |
| Półfinał    | Niemcy        | 41:40 |
| Finał       | Włochy        | 39:45 |